# Parque Provincial Garibaldi
Parque Provincial Garibaldi (ou somente Parque Garibaldi) é um parque provincial localizado na Colúmbia Britânica, Canadá, cerca de 70 km ao norte de Vancouver. Ele está localizado ao leste da Highway 99, entre Squamish e Whistler, e cobre uma área de mais de 1.950 km². A área foi designada como parque provincial em 1927.